# Apollon Pontou
Apollon Pontou (Grieks: Απόλλων Πόντου) is een Griekse voetbalclub uit de stad Kalamaria, een voorstad van Thessaloniki.

## Geschiedenis
De club werd in 1926 opgericht als Apollon Kalamarias door Pontische vluchtelingen die zich in het gebied vestigden. De clubkleuren werden rood voor het bloed dat gevloeid werd bij de verdrijving van de Ponten en zwart als teken van rouw. In 1927 sloot de club zich bij de Macedonische bond aan en gin gdaar in de derde klasse spelen. In 1946/47 speelde de club voor het eerst in de hoogste klasse. In 1958 werd de club kampioen en nam zo dat jaar ook aan de nationale competitie deel, waar ze vierde werden. Ook het jaar erna mocht de club in de hoogste klasse aantreden en werd nu voorlaatste. 
In 1959 werd de competitie grondig hervormd en verdwenen de regionale competities. De Alpha Ethniki werd ingevoerd als nieuwe hoogste klasse. Na zes seizoenen in de middenmoot degradeerde de club en keerde voor één seizoen terug in 1973/74. Dan duurde het exact tien jaar vooraleer de club opnieuw eersteklassevoetbal bracht. Dit keer kon de club standhouden in de middenmoot. Degradatie was erg dichtbij in 1988/89 toen de club laatste werd, maar dat jaar was er een eindronde met tweede klassers en de club werd daarin tweede achter Ethnikos Piraeus en kon zo blijven. Het was echter uitstel van executie, in 1990 degradeerde de club rechtstreeks.
Na twee seizoenen keerde de club terug voor twee seizoenen en speelde dan langere tijd in de tweede klasse, vaak in de subtop maar Apollon kon pas in 2004 opnieuw promoveren. De afgelopen drie seizoenen eindigde de club in de lagere middenmoot en in 2008 degradeerde Apollon. 
In juli 2017 kreeg de club een nieuwe eigenaar en nam de naam Apollon Pontou aan. 

## Bekende (ex-)spelers
- Altin Haxhi
- Tom Peeters
- Roman Wallner